# Future Days
| Recensione                        | Giudizio          |
| --------------------------------- | ----------------- |
| AllMusic                          | [ 2 ]             |
| Progarchives                      | [ 3 ]             |
| PopMatters                        | [ 4 ]             |
| Sputnikmusic                      | 4.5 (Superb)      |
| Piero Scaruffi                    | [ 6 ]             |
| Ondarock                          | Disco consigliato |
| Pitchfork                         | [ 8 ]             |
| 24.000 dischi                     | [ 9 ]             |
| The New Rolling Stone Album Guide | [ 10 ]            |

Future Days è il quarto album studio del gruppo krautrock tedesco Can (Soundtracks del 1970 è infatti una raccolta di pezzi composti come colonne sonore di vari film) e l'ultimo in cui canta il giapponese Damo Suzuki. Rispetto ai precedenti, presenta una decisa virata verso sonorità ambient, con composizioni in stile jazz e contributi vocali minimi, specialmente nel pezzo omonimo e nella lunga suite Bel Air.
Nel giugno del 2015 la rivista Rolling Stone ha collocato l'album alla ottava posizione dei 50 migliori album progressive di tutti i tempi.

## Tracce
Tutti i brani composti dai Can.
Lato A
1. Future Days – 9:34
2. Spray – 8:28
3. Moonshake – 3:02

Lato B
1. Bel Air – 20:00

## Formazione
- Michael Karoli - chitarre
- Kenji Damo Suzuki - voce
- Jaki Liebezeit - percussioni
- Irmin Schmidt - tastiere
- Holger Czukay - basso

Note aggiuntive
- Can - produttori, arrangiamenti, composizioni
- Registrazioni effettuate al Inner Space Studios di Colonia (Germania) nel 1973
- Holger Czukay, Chris Sladdin e Volker Liedtke - ingegneri delle registrazioni
- Ingo Trauer e Richard J. Rudow - copertina album[12]